# Save the Green Planet!
Pour plus de détails, voir Fiche technique et Distribution.
Save The Green Planet! (hangeul : 지구를 지켜라! ; hanja : 地球를 지켜라! ; RR : Jigureul jikyeora! ; MR : Chigurŭl chik‘yŏra ; litt. « Sauvons la Terre ! ») est un film sud-coréen réalisé par Jang Joon-hwan, sorti en 2003.
Un remake anglophone, Bugonia, est prévu pour 2025.

## Synopsis
Lee Byeong-goo, un enfant qui croit que les extraterrestres d'Andromède PK 45 sont sur le point d'attaquer la Terre, est sûr qu'il est le seul à pouvoir les empêcher. Avec sa petite amie artiste de cirque Soo-ni, il kidnappe un puissant dirigeant pharmaceutique, Kang Man-shik, qu'il croit être un extraterrestre de haut rang capable de contacter le prince andromédien lors de la prochaine éclipse. Après avoir emprisonné l'homme dans son atelier au sous-sol, Byeong-goo procède à sa torture (il tente d'abord d'annuler les émetteurs de l'extraterrestre en utilisant un analgésique liquide coréen, mulpad, qui contient du maléate de chlorphéniramine et une « serviette d'Italie (en) » utilisée par les Ttaemiris (en) coréens).
Il apparaît bientôt que l'entreprise du dirigeant a empoisonné la mère de Byeong-goo lors d'un test pharmaceutique, et que c'est dans une psychose alimentée par la vengeance qui fait croire à Byeong-goo que le dirigeant est un extraterrestre ; non seulement enfantinement délirant, il est également cliniquement fou et haineux malgré son attitude heureuse de « sauveur de la Terre » et sa relation amoureuse avec Soo-ni.
Lorsqu'un détective appelle pour enquêter sur la disparition de Man-shik, l'exécutif tente de s'échapper mais est contrecarré par Byeong-goo. Le détective ne trouve d'abord rien d'inhabituel grâce aux tentatives de Byeong-gu pour cacher son implication, mais en sortant, il voit le chien de Byeong-goo (nommé à juste titre Terre) ronger les os des jambes des anciennes victimes de son maître. Après avoir contacté un partenaire de la police, il est tué par les abeilles domestiques de Byeong-goo, puis découpé et donné à manger au chien. Byeong-goo crucifie alors le cadre et lui casse la jambe avec le dos de sa hache pour le punir de sa tentative d'évasion. Dans un geste désespéré, l'exécutif convainc Byeong-goo que la bouteille de benzène dans le coffre de sa voiture est l'antidote pour sa mère dans le coma.
Alors que Byeong-goo se précipite à l'hôpital pour livrer l'antidote, le cadre se libère en passant ses mains dans les clous. Il voyage ensuite plus profondément dans l'antre de son ravisseur, trouvant des preuves de ses sombres recherches. Des photos de cadavres mutilés sont jonchées de cahiers gribouillés de sang, tandis que les mains et les cerveaux des « sujets » du passé résident dans des bocaux. En parcourant les journaux, le cadre découvre le passé traumatisant de Byeong-goo : son père était un mineur de charbon qui a perdu un de ses bras à cause de son travail dangereux et a été tué par sa femme alors qu'il tentait de s'en prendre à elle et à son fils. L'enfant a été battu à l'école et victime des caprices sadiques de ses cruels professeurs. Il a montré les premiers signes de violence, comme avoir poignardé un camarade de classe avec un couteau de cuisine. Sa mère a ensuite été empoisonnée lors de l'incident susmentionné et, lors d'une manifestation, son ancienne petite amie a été battue à mort. Il est lentement devenu fou à cause de la violence qui l'entourait. L'enfant deviendrait Byeong-goo.
Pendant que cela se produit, le partenaire du détective décédé arrive et trouve le cadre affolé. Et Byeong-goo, après s'être précipité désespérément à l'hôpital pour donner « l'antidote » à sa mère dans le coma, la tuant, devient de plus en plus enragé. Il rentre chez lui pour tuer l'extraterrestre, mais y trouve également le détective. Après une brève lutte et une tournure bizarre des événements, il les capture tous les deux et envisage de les tuer tous les deux. Le dirigeant effréné admet alors être un extraterrestre et raconte une histoire farfelue qui remonte à l'époque des dinosaures (l'histoire est fortement inspirée de l'histoire biblique et des scènes parodiées de 2001 : l'Odyssée de l'espace), sur la façon dont sa race était essayant à l'origine de sauver l'humanité d'un gène suicide (qui conduit à tuer un membre de sa propre espèce) en expérimentant sur le code génétique de sa mère. Il accepte également (tout en réalisant que l'histoire pourrait être basée sur les notes de recherche extraterrestres qu'il a lues), dans ce qui semble être un geste pour gagner du temps, de contacter le prince extraterrestre à l'usine de la société pharmaceutique.
Byeong-goo laisse au détective toutes ses notes, disant que s'il n'y parvient pas, il aura la responsabilité de sauver la planète. À l'usine, le dirigeant déclenche un bras robotique contrôlé par ordinateur pour tuer Su-ni, et après une longue lutte, il bat son ravisseur presque à mort. Lorsque la police arrive, ils tirent sur Byeong-goo, et alors qu'il se vide de son sang, il se demande à voix haute : « Maintenant, qui va sauver la terre ? »
Lorsque les extraterrestres, qui étaient réels depuis le début, arrivent et téléportent le dirigeant à bord de leur navire, nous apprenons qu'il est en fait le roi extraterrestre lui-même. Dégoûté et irrité par la torture, la corruption et les maux du monde, il considère la Terre comme une expérience ratée et la supprime de la création. Au fur et à mesure du générique, des photographies récapitulent tout le parcours de la vie de Byeong-goo, se concentrant plutôt sur les moments beaux et heureux d'un jeune garçon et homme avec son père, sa mère et Soo-ni.

## Fiche technique
Sauf indication contraire ou complémentaire, les informations mentionnées dans cette section peuvent être confirmées par la base de données KMDb
- Titre original : 지구를 지켜라!
- Titre anglophone : Save the Green Planet!
- Réalisation et scénario : Jang Joon-hwan
- Musique : Lee Dong-june
- Décors : Jang Gen-young et Kim Gyeong-hui
- Costumes : Jang Gen-young et Kim Gyeong-hui
- Photographie : Hong Kyung-pyo
- Son : Choi Tea-young
- Montage : Park Gok-ji
- Production : Cha Seoung-jae et Jeong Hong-gyun
- Société de production : Sidus FHN
- Société de distribution : CJ Entertainment
- Pays de production :  Corée du Sud
- Langue originale : coréen
- Format : couleur - 1.85 : 1 - Dolby Digital - 35 mm
- Genre : science-fiction, comédie noire
- Durée : 118 minutes
- Dates de sortie :
  - Corée du Sud : 4 avril 2003
  - France : 20 mars 2006 (DVD)

## Distribution
- Shin Ha-kyun : Lee Byeong-goo
- Baek Yun-shik : Kang Man-shik
- Hwang Jeong-min : Soo-ni
- Lee Jae-yong : l'inspecteur Choo
- Lee Ju-hyeon : l'inspecteur Kim
- Gi Ju-bong (en) : Lee, chef de l'escouade
- Ye Soo-jung (en) : la mère de Byeong-goo

## Remake
En mai 2020, CJ Entertainment annonce produire une nouvelle version de ce film culte en anglais, avec les réalisateurs Ari Aster et Lars Knudsen, à qui l'on doit notamment Midsommar et Hérédité. En février 2024, Yorgos Lanthimos est finalement choisi pour réaliser cette reprise, avec Ari Aster en tant que producteur aux côtés d'Ed Guiney et Andrew Lowe pour Element Pictures.

## Distinctions

### Récompenses
- Blue Dragon Film Awards 2003 :
  - Meilleur second rôle masculin (Baek Yun-sik)
  - Meilleur réalisateur débutant
- Festival international du film de Moscou 2003 : St.George d'argent du meilleur réalisateur
- Festival international du film fantastique de Puchon 2003 : meilleur film
- Grand Bell Awards 2003 :
  - Meilleur réalisateur
  - Meilleurs effets sonores
  - Meilleur second rôle masculin (Baek Yun-sik)
- MBC Film Awards 2003 :
  - Meilleur second rôle masculin (Baek Yun-sik)
  - Meilleur réalisateur débutant
- Pusan Film Critics Awards 2003 :
  - Prix du meilleur film
  - Meilleur acteur (Shin Ha-kyun)
- Festival international du cinéma indépendant de Buenos Aires 2004 :
  - Meilleure photographie (Hong Kyung-pyo)
  - Meilleure actrice (Hwang Jeong-min)
- Festival international du film de Rotterdam 2004 : KNF Award (mention spéciale)
- Festival international du film fantastique de Bruxelles 2004 : Corbeau d'or

### Nomination
- Festival international du film de Moscou 2003 : St.George d'or du meilleur réalisateur